# جون فاولز
جون فاولز (بالإنجليزية: John Fowles)‏ (31 مارس 1926-5 نوفمبر 2005) كان روائيًا إنكليزيًا ذا مكانة دولية، تمركز نقديًا بين عصري الحداثة وما بعد الحداثة. عكس عمله تأثير جان بول سارتر وألبير كامو وغيرهم من الكتّاب.
درّس فاولز اللغة الإنجليزية في مدرسة على جزيرة سبيتسيس اليونانية بعد مغادرته جامعة أكسفورد، وألهمته إقامته هناك لكتابة روايته الساحر، وهي من الروايات الأكثر مبيعًا التي تناغمت بشكل مباشر مع الفوضوية «الهيبية» والفلسفة التجريبية في ستينيات القرن العشرين. كانت روايته الثانية امرأة الضابط الفرنسي (1969)، وهي قصة رومانسية من العصر الفيكتوري تأثرت قليلًا بعصر ما بعد الحداثة، وأخذت مكانًا في لايم ريجيس في دورست حيث عاش فاولز معظم حياته. تشمل أعماله الخيالية اللاحقة برج الأبنوس، و دانييل مارتن، ومانتيسا، والنزوة.
تُرجِمت كتب فاولز إلى العديد من اللغات واقتُبِس العديد منها في الأفلام.

## سيرة شخصية

### مهنة أدبية
بدأ فاولز في العمل على رواية جامع الفراشات في أواخر عام 1960، وذلك على الرغم من انتهائه من وضع مسودة رواية الساحر قبل وقت قصير. أنهى مسودته الأولى خلال شهر، ولكنه أمضى أكثر من عام في تنقيحها قبل عرضها على وكيله. كان مايكل إس. هوارد -ناشر في مؤسسة جوناثان كيب للنشر- متحمسًا للرواية. نُشر الكتاب في عام 1963، وبيعت حقوق الطباعة الورقية في ربيع ذلك العام بسعر جيد، وقال هوارد إنه كان «على الأرجح أعلى سعر دُفِع حتى ذلك الوقت مقابل رواية أولى». وجد المراجعون البريطانيون أن الرواية هي قصة مبتكرة، واكتشف العديد من النقاد الأمريكيين فيها ترويجًا جديًا للفكر الوجودي.
أشار نجاح الرواية إلى قدرة فاولز على التوقف عن التدريس وتكريس نفسه بدوام كامل للعمل الأدبي. اُختيرت رواية جامع الفراشات أيضًا واقتُبِست في فيلم روائي يحمل نفس الاسم في عام 1965. أصر فاولز على نشر كتابه الثاني بعنوان الأرستقراطيون، وهو مجموعة غير خيالية من المقالات الفلسفية، مخالفًا نصيحة ناشره الخاص. عمل بعد ذلك في جمع جميع المسودات التي كتبها من أجل عمله الذي كان سيصبح من أكثر الأعمال دراسة وهو رواية الساحر، الذي استند فيه جزئيًا إلى تجاربه في اليونان.
غادر فاولز لندن في عام 1965، وانتقل إلى مزرعة أندرهيل على أطراف لايم ريجيس في دورست. أصبح بيت المزرعة المعزول مثالًا ألهمه لكتابة فصل مصنع الألبان في كتابه الذي كان يعمل عليه حينها بعنوان امرأة الضابط الفرنسي (1969). لاحظ فاولز أن المزرعة بعيدة جدًا حيث إن «العزلة الكلية تصبح رتيبة بعض الشيء». انتقل هو وزوجته إلى بلمونت في لايم ريجيس في عام 1968. (كانت بلمونت ملكية سابقة لإليانور كودي)، التي استخدمها فاولز مكانًا حدثت فيه بعض أحداث رواية امرأة الضابط الفرنسي. خلق فاولز في هذه الرواية واحدة من أكثر الشخصيات النسائية الغامضة في التاريخ الأدبي. إن مفهومه عن الأنوثة والأسطورة الذكورية -كما تصاعد في هذا النص- هو علم نفسي تحليلي.
اقتبس فاولز رواية الساحر في نفس العام في عمل سينمائي أُصدِر في عام 1968. اعتُبرت النسخة السينمائية للرواية سيئة بشكل عام، وعندما سُئل وودي آلن فيما بعد عما إذا كان سيغير شيئًا في حياته إذا أتيحت له الفرصة لذلك مرة أخرى، فأجاب مازحًا بأنه سيفعل «كل شيء تمامًا باستثناء مشاهدة فيلم الساحر».
أًصدِرت رواية امرأة الضابط الفرنسي (1969) نحو نجاح نقدي وشعبي. تُرجِمت في نهاية المطاف إلى أكثر من عشر لغات، وكانت أساسًا لانطلاق فاولز نحو العالمية. اقتُبِست الرواية في فيلم روائي في عام 1981 من بطولة ميريل ستريب وجيرمي أيرونز، وقُدِّم السيناريو من قبل الكاتب المسرحي البريطاني الشهير (ولاحقًا الحائز على جائزة نوبل) هارولد بنتر.
عاش فاولز بقية حياته في لايم ريجيس، وكتب أعماله: برج الأبنوس (1974)، ودانييل مارتن (1977)، ومانتيسا (1981)، والنزوة (1985) من بيلمونت هاوس. أطلقت صحيفة ذا تايمز البريطانية على فاولز لقب واحد من أعظم 50 كاتب بريطاني منذ عام 1945. نقل ملحق مراجعة كتاب نيويورك تايمز في عام 1998 قوله التالي: «أن تكون ملحدًا فإنها ليست مسألة اختيار أخلاقي، بل هي مسألة واجب إنساني». 

## روابط خارجية
- جون فاولز على موقع IMDb (الإنجليزية)
- جون فاولز على موقع الموسوعة البريطانية (الإنجليزية)
- جون فاولز على موقع مونزينجر (الألمانية)
- جون فاولز على موقع أول موفي (الإنجليزية)
- جون فاولز على موقع إن إن دي بي (الإنجليزية)
- جون فاولز على موقع قاعدة بيانات الفيلم (الإنجليزية)